# Leon Dănăilă
Leon Dănăilă (n. 1 iulie 1933, Darabani, România) este medic primar neurochirurg la Spitalul "Gh. Marinescu" din București, profesor universitar și politician. El a fost ales membru corespondent al Academiei Române (la 24 octombrie 1997) și apoi membru titular al acesteia (din 20 decembrie 2004).

## Biografie

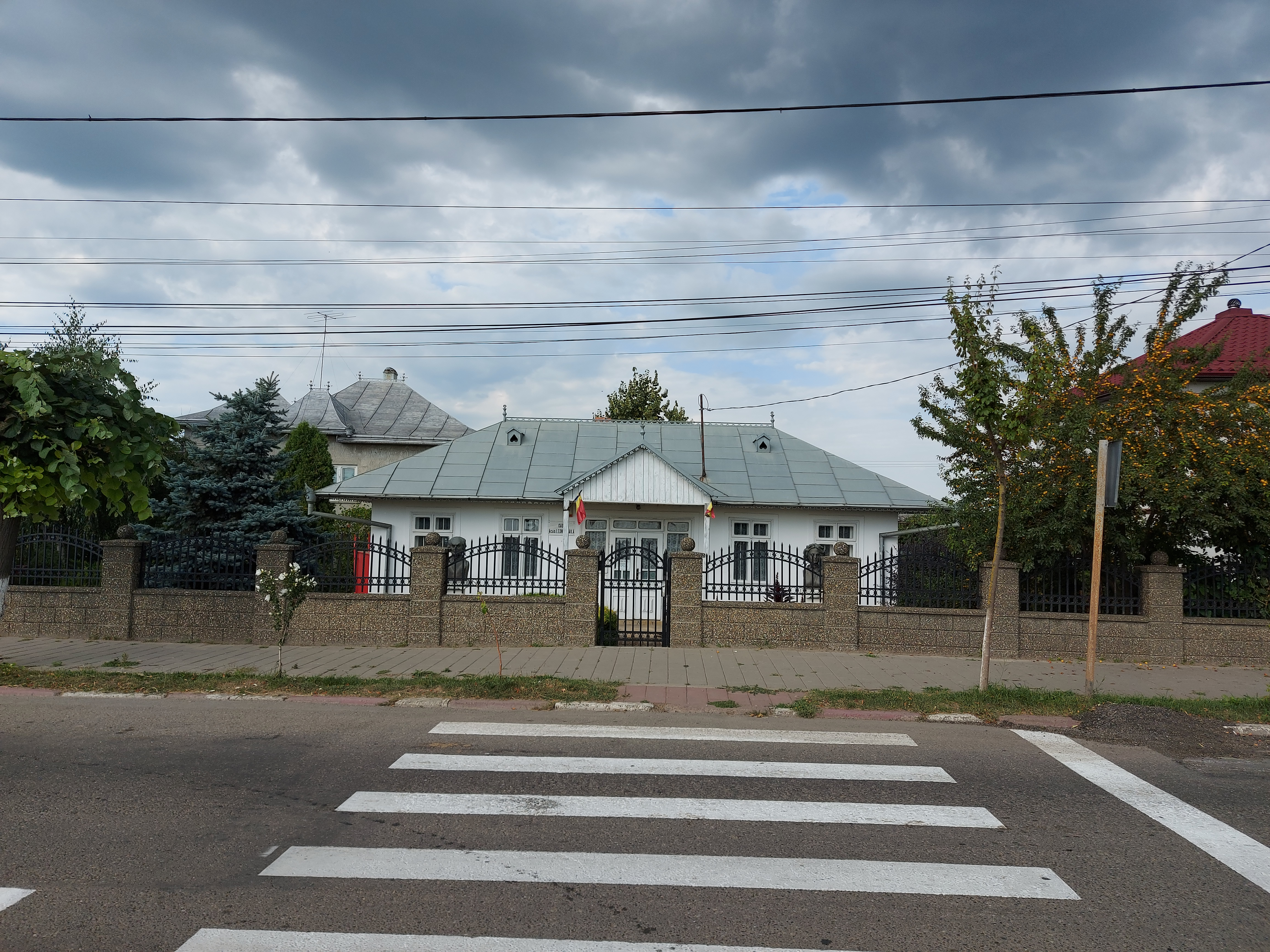
Casa Muzeu Leon Dănăilă

Leon Dănăilă s-a născut la 1 iulie 1933 la Darabani în județul Botoșani, unde a făcut și primele patru clase primare. S-a nascut într-o familie foarte modestă, fără cărți în casă, tatăl nu știa carte iar mama acestuia avea doar patru clase primare. Acesta a fost întrebat de părinți dacă dorește să meargă la liceu sau dacă vrea să practice munca agricolă. Acesta mărturisea că la început nu-i prea plăcea să învețe, dar a preferat să meargă la liceu. A continuat apoi școala la Liceul „Grigore Ghica V.V.” din Dorohoi pe care l-a absolvit în anul 1952. Odată ajuns la liceu acesta a început să citească din bibliotecă toate cărțile de medicină și tot ce avea legătură cu medicina. Acesta a început să aibă o pasiune și pentru științele naturale. Era să rămână corigent la matematică, moment în care a început să-i acorde mai multă atenție. Acesta înțelegea matematica foarte bine, așa l-a uimit și pe profesorul său de matematică care în cele din urmă i-a dat 10 și l-a trecut, dar acestuia tot nu i-a plăcut matematica. Preferința pentru medicină și nu matematică se datorează faptului că Leon Dănăilă încă din liceu dorea să ajute oamenii. În același an, prin concurs, a intrat la Facultatea de Medicină din Iași, pe care a absolvit-o în 1958. După absolvirea Facultății de Medicină din Iași (1958) a lucrat timp de 2 ani ca medic stagiar la Spitalul din Comănești (1958-1960) și apoi un an la Circumscripția sanitară din Dărmănești (1960-1961). În anul 1961, prin concurs, a ocupat postul de medic secundar neurochirurg la clinica de Neurochirurgie de la Spitalul „Gh. Marinescu” din București unde lucrează și în prezent. Prin examene și concursuri severe a devenit în anul 1966 medic specialist neurochirurg, în anul 1972 doctor în medicină cu lucrarea „Neurinomul Spinal”, în 1974 medic primar neurochirurg gradul III, în anul 1981 medic primar neurochirurg gradul II și șef al secției VII de neurochirurgie vasculară și microneurochirurgie. În anul 1972, a absolvit la cursuri de zi și Facultatea de Filozofie-Psihologie din București.
Absolvent al Facultății de Medicină din Iași (1958) și al Facultății de Filozofie-Psihologie din București a ocupat prin concurs în anul 1991 postul de profesor neurochirurg la clinica II Neurochirurgie al Universității de Medicină și Farmacie “Carol Davila” din București, iar în anul 1992 cel de profesor de psihoneurologie la Facultatea de Psihologie a Universității “Titu Maiorescu” din București. 

## Membru in Academii și Societăți Științifice Internaționale
- Este membru titular al Academiei Române din 20 decembrie 2004 și membru corespondent al acesteia din 24 octombrie 1997;
- membru titular al Academiei de Științe Medicale (1993);
- membru al Academiei Oamenilor de Știință (2004),
- membru al New York Academy of Sciences (1995),
- London Diplomatic Academy (2000),
- L’Académie Centrale Européenne des Sciences, des Lettres et des Arts (2009) și
- World Academy of Letters (2008).

De asemenea, este membru al următoarelor societăți științifice internaționale: 
- L’Union Medical Balkanique (1986),
- European Association of Neurosurgical Sciences (1987),
- International Society of Psychoneuroendocrinology (1991),
- International Psychogeriatric Association (1991),
- Societe Francaise de Pharmacologie Clinique et Therapeutique (1991),
- Biomedical Optics Society (1992),
- International Society for Optical Engineering (SPIE) (1992),
- Balkan Society of Angiology and Vascular Surgery (1994),
- World Federation of Neurosurgical Societies (1992),
- Société de Neurochirurgie de Langue Française (1996),
- American Heart Association (1999);
- European Association of Medical Laser (1998);
- International Stroke Society (Japan) (1999),
- American Association for the Advancement of Science (2003),
- European Society for Stereotactic and Functional Neurosurgery (2003),
- Congress of Neurological Surgeons (2004),
- Membru de onoare activ al Asociației Naționale Împotriva Corupției, Abuzurilor și Drepturile Omului (2006),
- membru al International Neuropsychologicaly Society (2008),
- membru al American Chemical Society” (2008),
- membru al „American Association For the Advancement of Science” (AAAS) (2014).

Face parte din comitetul director al următoarelor reviste de specialitate: Romanian Journal of Reconstructive Microsurgery, Romanian Neurosurgery, Romanian Journal of Neurology and Psychiatry, National Medical Review and “Proceedings of the Romanian Academy”, “Chirugia” și “Medicina Moderna”. Este editor șef al revistei “Romanian Journal of Neurosurgery” și Președinte de onoare al revistei “Medicina Modernă”.

## Brevete, cărți și lucrări științifice
Deține 18 brevete de inventator și 10 de inovator. 
Este autor a următoarelor 59 cărți și atlase de specialitate pe care le menționăm mai jos:
1.  Neurinomul Spinal – Teză de Doctorat, 1972 ; 
2.  Tratat de Neurologie – vol.1,  Editura Medicală, 1979; 
3.  Tratat de Neurologie – vol. II, Editura Medicală, 1980; 
4.  Tratat de patologie chirurgicală – vol.IV, Editura Medicală 1983;
5.  Sistemul arterial aortic. Patologie și tratament chirurgical, vol. II - Editura Medicală, 1983;
6.   Psihoneurologie - Editura Academiei RSR, 1983;
7.   Bolile Vasculare ale Creierului și Măduvei Spinării, vol II. Bolile vasculare ischemice. Partea a II-a, Editura Academiei RSR, 1984 
8.  Bolile Vasculare ale Creierului și Măduvei Spinării vol. III Hematoamele Intracraniene și Spinale, Editura Academiei RSR, 1985;
9.  Romanian Neurosurgery vol.I,  Editura Academiei RSR, 1986;
10.   Romanian Neurosurgery Vol.II, Editura Academiei RSR 1987; 
11.  Tromboembolismul Cardiovascular Editura Științifică și Enciclopedică, 1987,
12.   Ateroscleroza Cerebrală din Sistemul Carotidian, Editura Științifică și Enciclopedică, 1988;
13.  Chirurgia Psihiatrică, Editura Academiei RSR, 1988; 
14.  Tratamentul Tumorilor Cerebrale, Editura Academiei Române,1993;  
15.   Maladia Alzheimer, Editura Militară,  1996;  
16.   Sculptură în creier, Editura Du Style, 1998;
17.   Apoptoza, Editura Academiei, 1999; 
18.  Tratat de Neuropsihologie, Editura Medicală, 2000;
19.   Actualități și perspective în Neurochirurgie, Editura Național, 2000; 
20.  Atlas de patologie chirurgicală a creierului, Editura Moonfal Press, 2000;
21.   Lasers in Neurosurgery, Editura Academiei, 2001; 
22.  Vascularizația arterială și venoasă a creierului, Editura Tipart Group, 2001;
23.  Sinteze Neurochirurgicale, Editura Ceres, 2001;
24.  Atlas of Surgical Pathology of the Brain, Editura Moonfal Press, 2002; 
25.   Apoptoza, Ediția II-a - revăzută și adăugită, Editura Academiei, 2002; 
26.  Tratat de Neuropsihologie, vol. I, Editura Medicală, 2002;
27.  Ateroscleroza cerebrală ischemică, Editura Medicală, 2004; 
28.  Atlas de patologie cerebro-vasculară, Editura Cartea Universitară București, 2005; 
29.  Programed cell death in the vascular diseases of the brain, Editura Cartea Universitară București, 2005; 
30.  Clinica și morfopatologia proceselor expansive ale sistemului nervos central Editura Cartea Universitară București, 2005; 
31.  Cerebrovascular malformations - an atlas of histopathology and ultrastructure, Editura Cartea Universitară București, 2005; 
32.  The vascular wall and the intracerebral hemorrhage – an atlas of light and electron microscopy, Editura Cartea Universitară București, 2005;
33.  Hemoragia Subarahnoidiană Anevrismală - Editura Cartea Universitară București, 2006; 
34.  The interstitial cells of the human brain -  An atlas of light and electron microscopy - Editura Cartea Universitară București, 2006; 
35.  Cerebral Vascular Occlusions – An atlas of hystopathology and ultrastructure, Editura Cartea Universitară București, 2006;
36.   Tratat de Neuropsihologie vol. I și II, Editura Medicală, 2006;
37.   Patologia neurochirurgicală a hipofizei – Editura Didactică și Pedagogică, București, 2006;
38.  Vasculogenesis, Angiogenesis and Vascular Tumorigenesis in the Brain – An atlas of cerebrovascular cytohistopathology - Editura Cartea Universitară București, 2007;
39.  Vasculogenesis, Angiogenesis and Vascular tumorigenesis in the Brain – An atlas of cerebrovascular cytohistopathology – Second Edition, 2007;
40.  Anevrismele cerebrale - Editura Academiei Române, 2007;
41.   Programmed Cell Death in the Brain – An atlas of light and electron microscopy - Editura Cartea Universitară București, 2008;
42.  The Interstitial Cells of the Human Brain - An atlas of light and electron microscopy, Second Edition,  ARS Academica București, 2008;
43.   Neuropsihologie -  Editura Renaissance, 2008;
44.  Programmed Cell Death in the Brain – An atlas of light and electron microscopy, Second Edition,   ARS Academica București, 2009;
45.   Malformațiile Vasculare Cerebrale și Spinale, Editura Academiei Române, 2010;
46.  The Interstitial Cells of the Human Brain - An atlas of light and electron microscopy, Third Edition,  Editura ARS Academica, 2010;
47.  The Ultrastructure of the dying Cells in the Brain. An atlas of transmission electron microscopy, Editura ARS Academica, 2011;
48.  Diagnostic, Techniques and Surgical Management of Brain Tumors, Chap. 13: Laser – Induced Autofluorecence as a Possible Diagnostic Tool for Use in Neurosurgery,  Editura INTECH, 2011;
49.   Functional Neuroanatomy of the Brain (3 volumes), Editura Didactică și Pedagogică București, 2012;
50.   Clinical Management and Evolving Novel Therapeutic Strategies for Patients with Brain Tumors, Chap. 22 - Contribution to the understanding of the Neural Basis of the Consciousness , Editura INTECH, 2013;
51.   The cordocytes of the Human Brain- An atlas of light and electron microscopy, ARS Academica, 2014;
52.  Tratat de Neuropsihologie, vol. I și II, Editura Medicală, 2015. 
53.  Functional Neuroanatomy of the Brain, 3 Parts, USA, Middetown, DE, 2015;
54.  Normal and Pathological Cerebral Venous System of the Brain, Editura Academiei Române, 2016. 
Este colaborator la 3 cărți 
·     Lichidul cefalo-rahidian – Editura Didactică și Pedagogică  1979,
·      Ghid de practică medicală vol.1. – Editura Infomedica 1999, 
·      Enciclopedie Medicală Românească. Secolul XX – Editura Fundației Medicale a Rinichiului 2001. 
Din totalul celor 54 de cărți publicate este autor unic la 7 cărți, prim autor la 28 cărți, autor împreună cu alții, fără a fi primul, la 19 cărți și colaborator la 3 cărți. Din cele 54 de cărți și atlase publicate, 24 au fost redactate în limba engleză. A publicat și comunicat 403 lucrări științifice, după cum urmează: 140 publicate în străinătate și în reviste românești cu circulație internațională (în limba engleză); 63 publicate în limba română în diverse reviste medicale românești; 71 comunicate la diferite congrese internaționale și 129 comunicate la simpozioane și congrese din țară. Lucrările sale sunt citate de profesori și cercetători cu renume din întreaga lume.
A participat la peste 200 de manifestări științifice naționale și internaționale (congrese, conferințe, simpozioane).
În cei 55 de ani de profesiune neurochirurgicală neîntreruptă (1961-2016), a efectuat peste 40.200 de operații, activitate care continuă și în prezent deoarece nu este încă pensionat

## Specializări internaționale
A studiat neurochirurgia timp de un an la New York în cadrul unei burse Fullbright (1980-1981) și a participat la diferite specializări, cursuri și schimburi de experiență la Budapesta (1978 și 1979), Delft (1981), Moscova (1982), Edinburgh (1990), Glasgow (1990), Düsseldorf (1991), Paris (1991), Bruxelles (1995). 
În aceste stagii de specializare din Europa și SUA precum și la diferitele congrese internaționale a cunoscut direct și a schimbat opinii profesionale cu cele mai mari personalități neurochirurgicale din lume.

## Realizări profesionale
Datorită acestor specializări și aplicării celor mai moderne tehnici operatorii, a reușit să facă operații neurochirurgicale din cele mai complexe și să scadă mortalitatea operatorie la procente comparabile cu ale celor mai renumite clinici de neurochirurgie din lume. Astfel, în cazul neurinoamelor de acustic a redus mortalitatea operatorie de la 30%
la 4%, iar în domeniul anevrismelor intracerebrale de la 49% la 4%. Aceste rezultate se datorează unei tehnici operatorii bine pusă la punct, precum și faptului că a introdus în arsenalul sălii de operație din România microscopul operator (1979) și laserul (1984).
Până în prezent a efectuat peste 40.000 intervenții chirurgicale din care 14.700 cu microscopul operator și 715 cu laserul.
Gradul de dificultate al intervențiilor chirurgicale (anevrisme intracraniene - peste 2700, malformații arteriovenoase peste 300, neurinoame de acustic peste 350, tumori hipofizare peste 250, meningioame peste 1300, tumori de trunchi cerebral, tumori medulare, tumori intraorbitare, tumori de bază a craniului, tumori intraventriculare, tumori de glandă pineală etc). Numărul mare al acestora precum și excelentele rezultate obținute postoperator prin reducerea semnificativă a mortalității (sub 4%) îl situează în rândul celor mai mari neurochirurgi din lume.

## Progrese și cercetări cu valoare națională și internațională

### Pe plan național
v     Malformații arterio-venoase cu interesarea venei Galen, în revista Studii și Cercetări de Neurologie, 1970; 
v     Cisticercoza de ventricol IV, în revista Neurologia, Psihiatria, Neurochirurgia; 1970.
v    Encefalopatia paraneoplazică. în revista Neurologia, Psihiatria, Neurochirurgia; 1970.
v    Peridurografia gazoasă în hernia de disc lombară, în revista Oncologia și Radiologia; 1970. 
A studiat și publicat prima dată pe plan național, Correlations Between the Blood Group and the Incidence of Congenital neurosurgical diseases, în Revue Roumaine de Neurologie 9; 1971; Considerations on the correlation between the blood groups and the incidence of cerebral tumours în Rev. Roum. Neurol. 9; 1972; Cranial and orbital epidermoid tumours, în Journal of Neurosurgical Sciences 19; 1975; Cranial Vault Metastases,  în Rev. Roum. Med. - Neruol. Psychiat. 13: 1975; Intraselar Abccese. Neurochirurgia 18, 1975; Cerebral Dermoid Tumours,  Neurochirurgia 19; 1976; Haematological aspect of hypophyseal tumours în revista Acta Neurochirurgica 37; 1977; Anatomoclinical Aspect in Meningeal Carcinomatosis, în Rev. Roum. Med - Neurol. Psychist. 15; 1977; Cranial Eosinophilic Granuloma. Neurochirurgia 20; 1977; Monitoring intracranial pressure in cat and man, în Rev. Roum. Med.-Neurol. Psychist. 1; 1980. A introdus pentru prima dată în practica operatorie curentă laserul (din 1984) și microscopul operator (din 1979) și a publicat primele lucrări în aceste domenii (cartea- Lasers in Neurosurgery 2001). A introdus și publicat pentru prima dată în țară și printre primii pe plan internațional tratamentul conservator al hematoamelor intracerebrale primare; vezi lucrarea Surgical and conservative management of primary intracerebral hematoma  în revista Rmanian J. Geront. Geriatrics 7; 1986. 
Este singurul neurochirurg din țară care a operat anevrismele sistemului arterial vertebro-bazilar, începând din anul 1985. Rezultatele acestor operații sunt publicate în diferite lucrări științifice ca: Rom. Neurosurg. 1, 3, 1992; Rom. Neurosurg. 11, 1992; Rom. Neurosurg. 2, 1993; Infomedica nr. 4 1994; Romanian J. of Reconstructive Microsurgery vol. 1 1996, Chirurgia 107, 2012. A efectuat primele endarterectomii de arteră cerebrală medie și de arteră carotidă publicate în: Rev. Rom. Med. Neurol. Psychiat 23, 1985; Rom J. Neurol. Psychiat 31, 1993 și în cartea Ateroscleroza cerebrală ischemică 2004. A efectuat 476 anastomoze extra-intra craniene (vezi Ateroscleroza cerebrală din sistemul carotidian 1988 și Ateroscleroza cerebrală ischemică 2004). A investigat apoptoza în glioblastoame, (rezultate prezentate la al 48-lea Congres de la Soc. De Neurochirurgie de Langue Francaise 1998, și publicate sub titlul In situ and peripheral mononuclear cells apoptosis in glioblastom. Rom Neurosurg  8, 35-43, 1999;  High levels of rFas and PBMC apoptosis before and after excision of malignant melanoma, Case report. Rom. Arch. Microbiol. Immunol., 61, 267-273, 2002 și în cartea Apoptoza (ed.I 1999, și ed. II 2002). A studiat și efectuat primele calosotomii pentru tratarea epilepsiei a căror rezultate sunt menționate în: Tratat de Neuropsihologie vol. I 2000; 2002; 2006 și în lucrarea prezentată la Congresul de la Liubliana 1998. A efectuat și publicat primele cerebro-mio-sinangioze și cerebro-arterio-sinangioze (vezi Ateroscleroza cerebrală 1988 și Ateroscleroza cerebrală ischemică 2004). A studiat și publicat primele meningioame intracraniene induse de radiații (vezi Rom Neurosurg. new series 1, 1993). A studiat și tratat primele cazuri de anevrisme micotice (vezi Rom Neurosurg. new series 2, 1993). A efectuat primele studii de microscopie electronică asupra maladiei Alzheimer iar rezultatele au fost publicate în anul 1996 în cartea sa Boala Alzheimer. A aplicat pentru prima dată în țară imunoterapia în tumorile cerebrale iar rezultatele sunt publicate în cartea Tratamentul turmorilor cerebrale, apărută în 1993 și în lucrarea Interleukin-2 Therapy of malignant brain tumors (glioblastoma multiforme), din revista Acta Neurochirurgica Moldavica 3; 22-27, 1995. A făcut primele studii cu privire la psihochirurgie, studii care au fost publicate în cartea Chirurgia Psihiatică (1988). A cercetat apoptoza tumorilor cerebrale, iar rezultatele au fost publicate în caretea Apoptoza ed. I apărută în 1999 și ed. II apărută în 2002. A făcut primele cercetări cu privire la terapia fotodinamică a tumorilor cerebrale iar rezultatele au fost publicate la diferite congrese naționale și internaționale precum și în cartea Lasers in Neurosurgery apărută în 2001. A studiat histopatologia tumorilor cerebrale a căror rezultate sunt publicare în cartea Atlas of Surgical Pathology of the Brain apărută în 2001. În 2006 a descris sindromul carotido-optico-falciform în cartea Patologia Neurochirurgicală a hipofizei (2006). A efectuat pentru prima dată în țară, un studiu cu privire la rolul interacțiunii celor două hemisfere cerebrale în integrarea sistemului limbajului, publicat în Rev. Roum Sci Sociales-Série de Psychologie (1987); un studiu privind nivelul serologic al moleculelor de adeziune ICAM și ELAM în astrocitoame și glioblastoame, publicat în Rom. J. Neurol (1997); un studiu privind nivelul seric al interleukinei-6 și interleukinei-2 în adenoamele pituitare (vezi Rom J. Neurol. 34, 1996); și un studiu cu privire la stresul neurochirurgical și funcția imună, publicat în Rom. J. Neurol Psychiat. 1994. La 28. 05. 2003, a efectuat pentru prima dată în țară abordul translabirintic al neurinomului de acustic și abordul transmastoidian al tumorilor de glomus jugular. A publoicat primul caz de pseudotumoră psamomatoasă intracerebrală calcificată, în lucrarea Psammomatous pseudotumoral intracerebral calcification: a case report and review of the literature din Annals of Neurosurgery 5, 2005.

### Pe plan internațional
A descris pentru prima dată Sindromul de logoree cu hiperchinezie (1972) în lucrarea sa de diplomă de la Facultatea de Filozofie-Psihologie și apoi în revista internațională Eur. Neurol. (1977). A efectuat și studiat cu ajutorul microscopului operator peste 1000 de biopsii vasculare cerebrale ale căror rezultate sunt publicate în cărțile: Ateroscleroza Cerebrală din Sistemul Carotidian (1988); Ateroscleroza cerebrală ischemică (2004); Atlas de patologie cerebro-vasculară  (2005); Programed cell death in the vascular diseases of the brain (2005); și în revistele cu circulație internațională Romanian J Geront. Geriatrics 1986, Proc. Rom. Acad. Series B (2001; 2002, 2003) și prezentate apoi la diferite congrese interne și internaționale. A efectuat pentru prima dată pe plan internațional plastia cu pudră de os autolog (Brevet de invenție nr. 112951 din februarie 1998). Deosebirea dintre hematomul și hemoragia cerebrală a fost făcută în studiul intitulat Cellular mechanisms of cerebral vessels breaking in different pathological conditions. An optic and electron-optic study, a fost publicat în Proc. Rom. Acad.  Series B 3, 147-151, 2003. Introducerea conceptului de “intimom” sau “miom” în clasificarea leziunilor intimale ale ateriosclerozei a fost făcută în lucrarea: Smooth muscle migration and proliferation in the cerebral arteries lumen with formation of a new type of arteriosclerosis lesion, din revista Proc. Rom. Acad. Series B 1; 55-67, 2001 și în cartea Ateroscleroza cerebrală ischemică 2004. Sarcomul intimal cu migrarea transmurală a celulelor tumorale a fost descris pentru prima dată pe plan internațional în lucrarea - The histopathologic and ultrastructural study of an intimal intracranial sarcoma with transluminal cell migration, din revista Proc. Rom. Acad.  Series B3, 165-170, 2002.
Prof. Leon Dănăilă a descoperit o nouă celulă cerebrală numită cordocyt, în anii 2000 și 2002, care a fost adusă la cunoștința comunității mondiale pentru prima dată în anul 2006 la Congresul de la Cape Town și apoi Viena 2008, San Diego 2009,  Los Angeles  2011 și în revista Chirurgia 106 (6) 723-730, 2011. A colaborat o perioada de timp cu biologul Viorel Păiș, care a decedat pe 2 iulie 2014. A mai publicat pe plan internațional Laser-induced autfluorescenec measurement on brain tissues. În revista: The anatomical Record 292; 213-222, 2009, Laser-induced autfluorescence as a possible diagnostic tool for use in neurosurgery – în cartea Brain Tumors. INTECH (Croația) cap. 13 p 245-274, 2011. A mai publicat apoi împreună cu alți autori; A comparative ultrastructural study of a new type of autoschizis versus a survival celullar mechanism that involved cell membranes of cerebral arteries on human, în resvista americană Ultrastructural pathology 36; 166-170, 2012; From pluripatent stem cells to multifunctional cordocytic phenotypes in the human brain, an ultrastructural study, în revista americană Ultrastructural pathology 36 (4) 252-259, 2013; Ultrastructural characterization of a developing pericytic microtumor in the white matter post laceration, în revista americană International Journal of Stem Cell Research and Transplantation 1, 5-7, 2013; Cordocytes – Stem Cells Cooperation in the Human Brain with emphasis on pivotal role of cordocytes in perivascular areas of broken and thrombosed vessels, în revista americană Ultrastructural Pathology 37 (6) 426-432, 2013 Contribution to understanding of the neural basia of the consciousness, în Brain Tumors (Capitolul 22, pp 473-520, 2013) și The cordocyte, în revista Proc Rom Acad, Series B 16 (2); 83-102, 2014.
Din 2007 până in 2011 a fost membru în Comitetul Director al celor trei programe europene de cercetare COST (European Cooperation in Science and Technology): 1) COST Action BM0605 – Consciousness; 2) COST Action BM0601- Neuromath; 3) COST Action B30 – Neural Regeneration and Plasticity: Nereplas.

## Activități organizatorice
În perioada 1994-1995 a fost director general al Spitalului „Gh. Marinescu” din București, iar din 1995 până în 2004 a fost director general adjunct al Institutului de boli Cerebrovasculare “Vlad Voiculesu” din București.
A construit fără nici un ban din partea statului 16 camere de spital și o sală de operație dotată cu toate cele necesare, fapt care a ameliorat enorm asistența medicală la Clinica II Neurochirugie, deoarece a putut astfel dubla sau tripla numărul zilnic de operații. În anul 1981, a înființat prima secție de neurochirurgie vasculară și microneurochirurgie vasculară din țară care se menține și în prezent. 
A fost directorul departamentului de Neurochirurgie din cadrul Facultății de Medicină Carol Davila din București (1992-2004) și șeful Clinicii II Neurochirurgie vasculară de la Institutul de Boli Cerebrovasculare (IBCV) pe care o conduce din anul 1981. A fost președinte pe țară a comisiei de neurochirurgie din cadrul Ministerului Sănătății (1990-2004) și președinte pe țară a comisiei din Ministerul Sănătății care aproba plecarea în străinătate a diferitelor persoane pentru tratament neurochirurgical (1990-2004). Președintele al comisiei de Neurochirurgie pe țară de la Institutul de Medicină Legală din 1996.
Este conducător științific de doctorate din 1990 atât pentru doctoranzi români, cât și străini (Israel, Grecia, Egipt). În această calitate a format 21 doctori în științe medicale. De asemenea a coordonat și multe lucrări de diplomă.

## Ordine și medalii
Este evidențiat în munca sanitară cu ordinul 117/1980; 
deține șase premii ale Academiei Române pentru cărțile 
- Tratamentul tumorilor cerebrale – 1995,
- Apoptoza – 2001,
- Atlas of Surgical Pathology of the Brain - 2002,
- Lasers in Neurosurgery – 2003,
- Seria de atlase legate de descoperirea cordocytului – 2010,
- Malformații Vasculare Cerebrale și Spinale - 2012.
- Premiul „Arthur Kreindler”- 2012, al Academiei Oamenilor de Știință, pentru cartea „Functional Neuroanatomy of the Brain”.
- I s-a conferit premiul Internațional Romeo del Vivo - 1996 de către Departamentul de Neurochirurgie din Calabria Italia.
- I-a fost acordată diploma de către Editura Militară - 1976,
- Medalia Societatea Ateneul Român – 1990 și  Medalia Caritas Catholica Vlaanderen – Belgia 1995.
- În anul 2009 primește Trofeul de Excelență pentru întreaga cariera. Zece pentru România.
- Prin decret prezidențial i-au fost acordate gradele de Ofițer al Ordinului Național al Serviciului Credincios (conferit de Președintele României Emil Constantinescu la 1 decembrie 2000),
- Ordinul Național al Serviciului Credincios în grad de Comandor (conferit de Președintele României Traian Băsescu la data de 6 aprilie 2010)
- Ordinul Național Steaua României în grad de Cavaler (conferit de Președintele României Klaus Werner Johannis la data de 25 noiembrie 2015).
- A mai primit totodată Medalia de Aur și titlul de Doctor honoris causa al Universității „Ștefan cel Mare” din Suceava (12 aprilie 2011).
- De asemenea, i-a fost decernat Premiul Academiei de Științe Medicale pentru activitatea de Cercetare-Inovare din domeniul medicinei (8 decembrie 2000),
- Diploma de Onoare a Universității Titu Maiorescu din București (18 decembrie 2000),
- Diploma de Excelență Academică a UMF “Carol Davila” din București (decembrie 2004),
- Premiul TopMedici (31 ianuarie 2008),
- Medalia Jubiliară de aur a „Bisericii Mărcuța”,
- Premiul „Oscar Românesc pentru Excelență” ediția a XV-a, 2012,
- „Diploma de Excelență” pentru merite deosebite în întreaga activitate din partea Colegiului Medicilor din România (2013),
- Diploma de Excelență acordată de Academia Oamenilor de Știință din România (29 mai 2013),
- Diploma de Excelență acordată la „Simpozionul Jubiliar Leon Dănăilă 80 de ani” de Academia de Științe Medicale (12 iunie 2013),
- Diploma de Excelență „Ștefan Odobleja” pentru contribuția deosebită adusă cercetării și practicii medicale, cu ocazia reînființării Academiei „Ștefan Odobleja” (25 oct 2013).
- Este ales în „Lista de onoare a Premiului Românesc Pentru Excelență și Elitele Ultimului Mileniu” (Decembrie 2013),
- Secretary-General of the United Cultural Convention-Cambridge, Englang (25 sept 2014),
- Diploma Excellentiae  UMF Carol Davila Bucuresti (2014),
- Diploma de Excelență – Asociația Criminaliștilor din România (2014),
- The personally engraved Worldwide Laureate Green marble award Cambridge London (IBC) (2014),
- Diploma (SSMB, Zilele Educatiei Medicale 2015), unde a conferențiat în fața a aproximativ 700 studenți,
- Diploma de Excelență - UMF Târgu Mures (2015) (unde a conferențiat în fața a aproximativ 1000 studenți, la Teatrul Național din Târgu Mureș),
- Premiul Excelență în Sănătate acordat de Ministerul Sănătății 2015,
- Medalie de aur acordată de AOȘ (2015),
- Medalie de Argint acordată de AȘM (2015), cu ocazia aniversării a opt decenii de la înființare,
- Medalia de onoare oferită de Universitatea Titu Maiorescu București (2015), cu ocazia a împlinirii a 25 de ani de la înființare,
- United Cultural Convention- Secretar General, Honorary Membership Diploma (SEERSS) - 2015,
- Memnbru de Onoare al Societății Române Împotriva Epilepsiei - 2015,
- Disctincția de Vrednic acordată de Mitropolia Moldovei și Bucovinei, Arhipiepiscopia Iașilor, la data de 8 noiembrie 2015,
- Placheta Oameni și idei care mișcă țara, acordată de Foreign Policy, revistă americano-română de politică globală, economie și idei, în februarie 2016.

De asemenea, a primit titlul de Cetățean de Onoare al orașului Darabani (21 mai 1999); Cetățean de Onoare al orașului Dorohoi (18 september1999) și Cetățean de Onoare al Municipiului Botoșani (24 iunie 2015), Absolvent de Onoare al Liceului Teoretic “Gr. Ghica V.V.” din Dorohoi (18 september1999), ABI World Laureate 1999. În 2003, World Nations Congres ABI din USA i-a acordat titlul de senator. 
În 2002 a obținut titlul de Cavaler acordat de Académie Européenne d`Informatisation.
Diplomă acordată de către Societatea Studenților în Medicină din București la data de 13 aprilie 2016. 
La data de 25 noiembrie 2015, 4 reporteri veniți de la televiziunea engleză BBC au realizat un documentar despre activitatea sa neurochirurgicală, în special operatorie pe timp de 8 ore. O parte din acest reportaj a fost difuzat și pe unele canale TV din România, la data de 1 martie 2016. 
Despre imensa sa activitate neurochirurgicală, publicistică și de cercetare au fost publicate în presă nenumărate articole și reportaje.